# 문프릿
문프릿(Moonfleet)은 미국에서 제작된 프리츠 랑 감독의 1955년 모험, 드라마 영화이다. 스튜어트 그레인저 등이 주연으로 출연하였고 존 하우스먼 등이 제작에 참여하였다.

## 출연

### 주연
- 스튜어트 그레인저
- 조지 샌더스

### 조연
- 조안 그린우드
- 비브카 린드포스
- 존 화이트리
- 릴리안 몬테베치

## 제작진
- 협력프로듀서: 주드 킨버그
- 의상: 월터 플렁킷